# エスマイル・エルムハー
エスマイル・エルムハー (ペルシア語:  اسماعیل علم‌خواه、ラテン表記:Esmaeil Elmkhah、1936年12月30日 - 1989年) は、イランのラシュト出身の元男子重量挙げ選手。 ローマオリンピックの56キロ級重量挙げ銅メダリスト。

## 主な競技歴
- オリンピック銅メダリスト（1960）
- アジア大会銀メダリスト（1958）